# Music for Relief
Music for Relief — благодійний фонд, заснований американською рок-групою
Linkin Park у відповідь на цунамі в Індійському океані 2004 року. MFR організовує
благодійні концерти, онлайн аукціони і події з мульти-платиновими музикантами і знаменитостями, щоб допомогти відновити будинки, і пожертвувати нужденним. Music for Relief також посадили понад 1 млн дерев, щоб зменшити глобальне потепління. 

## Про проєкт
Music For Relief надає допомогу постраждалим від стихійних лих, а також
призначений для запобігання таких лих. З моменту свого утворення в 2005 році, Music For Relief вдалося зібрати понад 3.9 мільйонів доларів для жертв:
- Землетрусів в Індійському океані (2004 року)
- Ураганів Катріна і Ріта, співпрацюючи з «Hollywood for Habitat for Humanity» для

надання проживання постраждалим від урагану (2005)
- Пожеж в Каліфорнії (2007 року)
- Циклону «Сидр» в Бангладеш (2007)
- Землетруси на Гаїті (2010)
- Землетруси в Японії (2011)

## Діяльність

### Завантажити Пожертвування для Гаїті
У 2010 році руйнівний землетрус магнітудою 7,0 вдарив по Гаїті, країну, яка вже страждала від крайньої убогості і деградації навколишнього середовища. Через кілька днів після землетрусу, Music for Relief почали інноваційну програму зі збору коштів під назвою
Завантажити Пожертвування для Гаїті. MFR виклала на musicforrelief.org складені раніше пісні які ще не видавалися. Кошти, залучені для негайної допомоги, а також створення довгострокового рішення відновлення житла для людей постраждвших від землетрусу ..
- Більш 75000 чоловік скачали пісні
- Середня сума пожертвувань склала $16,47.

### Лісовідновлення в Ізраїлі
Після най гірших лісових пожеж в історії Ізраїлю, які горіли в області хребта Кармель недалеко від міста Хайфа в грудні 2010 року, Music for Relief сприяли партнерстом єврейському національному фонду лісовідновлення. На боротьбу з пожежами, були спрямовані рейнджери, для усунення обвугленої рослинності, створення протипожежних смуг, моніторингу неушкоджених дерев і ремонту під'їзних доріг до лісу. Music for Relief's починає фінансувати посадку 1100 дерев як частина операції Кармель поновлення: від чорного
до зеленого.

### Лісовідновлення в Гаїті
Music for Relief фінансує проєкт відновлення лісових масивів Konpay в і навколо села Cyvadier, у південно-східній Департаменту Жакмель, Гаїті. Цілі проєкту полягають у підвищенні обізнаності про важливість захисту дерев і створити захисників для навколишнього середовища, з метою зміцнення місцевих джерел води, та зміцнення сімейних доходів пропонуючи фруктові дерева для учасників. Ці зусилля зміцнює в Гаїті вирішення екологічних, соціальних та економічних проблем шляхом створення мереж співробітництва, обміну технологіями та досвідом, та мобілізації ресурсів для підтримки Гаїті.

### Лісовідновлення в США і Канаді
Linkin Park виділила $1 за квиток від їх гастролей в Північній Америці в 2007 року, щоб підтримати посадку дерев у США з American Forests і в Канаді з Tree Canada.

### Лісовідновлення в Бразилії
Music for Relief зібрала $57,000 у 2011 році для посадки 57000 дерев з Охороною природи в Атлантичному лісі Бразилії. Це один з найрідкісніших тропічних лісів у світі, під загрозою розвитку прибережних районів, розширення міст і незаконних рубок. Ліс забезпечує чистою водою та гідроенергетикою більше 130 млн бразильців і є домом для позачергового масиву біорізноманіття, якого не зустрінеш більше ніде на Землі.